# Spogostylum flavescens
Spogostylum flavescens är en tvåvingeart som beskrevs av Sack 1909. Spogostylum flavescens ingår i släktet Spogostylum och familjen svävflugor.
Artens utbredningsområde är Iran. Inga underarter finns listade i Catalogue of Life.